# Valea Mare-Pravăț
Valea Mare-Pravăț is een Roemeense gemeente in het district Argeș.
Valea Mare-Pravăț telt 4365 inwoners.